# つくば隕石
つくば隕石は、1996年1月7日に茨城県つくば市周辺に落下した隕石である。少なくとも2種類のHコンドライトからなる多源的角礫岩である。関東地方で隕石落下に伴う火球や爆発音を多くの人々が見聞きし、隕石探しが話題となった。

## 火球
1996年1月7日16時20分頃、日没20分前の快晴の空に突然、非常に明るい火球が出現した。火球は南西から北東へ向かって数秒間飛行したのち、消滅の直前に空中で破裂し、隕石雲を残した。火球は関東地方を中心に、東北から東海・北陸まで広い範囲で目撃され、また関東一円で爆発音を聞くことができた。

## 回収
火球目撃のほぼ同時刻、つくば市上広岡の自動車修理工場で、石のようなものがトタン屋根を突き破って落下した。同日中に国立科学博物館の研究員によって隕石と確認された。
つくば市に隕石が落下したことは7日夜のニュースで伝えられた。隕石は空中で破裂が目撃されたことから、破片が他にも落下していることが考えられたため、翌8日からは多くの人々がつくば市周辺で隕石を捜索した。
1月8日、最初に隕石が見つかった地点から 7 km 離れた農林水産省蚕糸・昆虫農業技術研究所（当時）の敷地で、大小15個に砕け散った石が散乱しているのが発見され、翌9日に隕石と確認された。これにより、隕石は広範囲に散らばって落下している可能性が高まった。
偶然にも、2個目の隕石が見つかった場所のすぐ近くには、隕石研究者が多く在籍する工業技術院地質調査所（現産業技術総合研究所地質調査総合センター）があった。1月9日、地質調査所は「隕石はもっと落ちているはずなので、たくさんの人が探せば見つかるのではないか」と考え、広く一般にも隕石の捜索を呼びかけることにした。国立科学博物館と相談の上、隕石のイラストや見分け方を書いたチラシを作成し、翌10日近隣の小中学校・高校へ配付した。また、回収された隕石を見本として地質標本館に展示した。
翌日以降、つくば市周辺の広い地域で「隕石探し」がブームとなり、たくさんの人々が地面を見つめて歩き回った。隕石探しの窓口になった研究機関には問い合わせが殺到し、隕石らしきものも次々に持ち込まれた。その数は2か月足らずで65点に達し、鑑定の結果16点が本物の隕石であると確認された。
最終的に、2月14日までに23点の隕石が回収され、その総重量は約 800 g であった。筑波研究学園都市に集積する様々な研究所の研究者や職員が見つけた例が数件あり、研究所の敷地に落下した隕石も多数あった。また、前述のチラシを見て隕石探しに加わった小学生や高校生もいくつか隕石を発見した。
発見された隕石には、確認順に番号が付けられ、区別された。
| 番号 | 採取地                                      | 発見日        | 確認日  | 重量（グラム） | 発見状況等                              |
| ---- | ------------------------------------------- | ------------- | ------- | -------------- | --------------------------------------- |
| 1    | つくば市上広岡                              | 1月7日        | 1月7日  | 62以上         | 最大破片が工場の屋根を突き破って落下    |
| 2    | つくば市大わし 蚕糸・昆虫農業技術研究所構内 | 1月8日        | 1月9日  | 約80           | 大小15個に割れ、舗装面・芝生に散乱      |
| 3    | 牛久市柏田町 常磐線側の民家                 | 1月7日        | 1月10日 | 1.37           | 落下音あり、民家の屋根に落下            |
| 4    | つくば市梅園1丁目 電子技術総合研究所駐車場  | 1月10日       | 1月11日 | 24.02          |                                         |
| 5    | つくば市観音台 農業研究センター構内         | 1月10日       | 1月11日 | 31.04          |                                         |
| 6    | つくば市観音台 農業環境技術研究所構内       | 1月10日       | 1月11日 | 25.06          |                                         |
| 7    | つくば市稲荷前 気象研究所南側路上           | 1月11日       | 1月12日 | 44.65          |                                         |
| 8    | 牛久市東猯穴町 民家庭                       | 1月8日        | 1月12日 | 5.26           | 落下音あり、ビニールハウスを破る        |
| 9    | 牛久市栄町                                  | 1月11日       | 1月12日 | 1.77           |                                         |
| 10   | つくば市洞峰公園西路上                      | 1月13日       | 1月13日 | 36.26          |                                         |
| 11   | つくば市西大沼                              | 1月14日       | 1月14日 | 85以上         |                                         |
| 12   | 土浦市中村南                                | 1月9日        | 1月16日 | 17.30          | 落下音あり、民家のひさしに落下痕        |
| 13   | つくば市並木 並木小学校近隣の林中           | 1月13日       | 1月16日 | 177.50         | 近くの松の木に打撲痕 発見された中で最大 |
| 14   | つくば市上横場 民家庭                       | 1月13日       | 1月16日 | 2.97           | 落下音あり                              |
| 15   | 茎崎町桜ヶ丘団地入口                        | 1月8日        | 1月16日 | 8.02           |                                         |
| 16   | つくば市二の宮 二の宮小学校前               | 1月16日       | 1月17日 | 37.65          |                                         |
| 17   | つくば市高野台 理化学研究所構内             | 1月7日        | 1月17日 | 7.13           |                                         |
| 18   | つくば市大角豆 花室川沿い                   | 1月14日       | 1月19日 | 33.25          |                                         |
| 19   | つくば市並木2丁目                           | 1月13 - 15日? | 1月22日 | 28.80          |                                         |
| 20   | つくば市羽成 羽成公園グラウンド             | 1月28日       | 1月29日 | 15.88          |                                         |
| 21   | つくば市下横場                              | 1月14日       | 1月29日 | 12.55          |                                         |
| 22   | つくば市観音台 農研センターA地区            | 1月29日       | 1月30日 | 7.78           | 温室の割れたガラス修理の際に発見        |
| 23   | つくば市榎戸 常磐高速道北側                 | 1月14日       | 2月14日 | 55.20          |                                         |

## 解析

### 肉眼的・組織的特徴
一般に、隕石の表面は大気圏に突入した際の高温で生じた黒色の熔融殻に覆われるが、つくば隕石では破断面を持った（割れた）状態で回収された個体が多く、1地点から見つかった複数の破片を組み合わせても完全な1個体に復元できないことが普通である。破断面の焼け方は様々で、破断面上での熔融殻の厚さは必ずしも均一でなく、薄く焼けただけの個体もある。一方、完全に熔融殻に覆われた 1 cm 程度の小さな個体もある。この特徴は、隕石が飛行中に少しずつ分裂して、周囲から部分的に溶けていったこと、割れた後もしばらく大気圏内を飛行したことを示唆している。
隕石としては最も一般的な普通コンドライトで、鉄に富むHグループに属する。地球上の岩石と異なる特徴として、破断面に金属鉄（Fe-Ni合金）の粒子が数多く散在しており、落下直後の新鮮な石の断面は小さな粒がキラキラと輝いていたという。軽い個体では文房具のマグネットにくっつくものもある。
岩石学的には角礫岩に分類されるが、個体ごとにかなり様子が異なる。角礫岩の組織を明瞭に示す個体は、結晶質で角ばった外形のブロック（クラスト）と、その間を埋める暗灰色かつ細粒の基質（マトリックス）からなる。角礫岩の構造を持たない個体は、角礫岩中のクラストによく似た、白っぽい均質な完晶質組織を示す（回収された隕石は、角礫岩の構造を持たない個体の方が多かった）。角礫岩様個体の観察から、つくば隕石は起源の異なる2種類以上の物質の機械的混合でできた、多源的角礫岩であることが分かる。天体同士の激しい衝突に起因する shock veins が見られる個体もある。角礫岩の基質は非常に脆く、このため隕石が落下中にバラバラに分裂して、隕石雨となって降下したと考えられる。

### 分析
国立科学博物館によって、いくつかの隕石についてガンマ線測定が行われた。特に1号隕石については、落下から9時間という他に例を見ない新鮮な状態で測定できたので、宇宙線による核破砕で生成される放射性同位体（宇宙線生成核種）の中でも半減期約15時間と短命な24Naを、世界で初めて隕石から検出した。
希ガスの質量分析からは、40億年以上前の希ガスが検出された。

### 隕石の飛行経路
日本流星研究会がパソコン通信などで火球の目撃情報を収集した結果、40件ほどの眼視観測報告と数枚の観測写真が集まった。これに地震計の記録も総合すると、隕石は方位角南48度西、高度角37 - 47度の方向から 20 km/s 前後の速度で大気圏に突入して火球を生じ、静岡県静岡市の南から御殿場市の北、東京都府中市、小金井市にかけての上空を通過したと推測される。摩擦熱によって隕石の表面が蒸発し、隕石雲が茨城県水海道市（現常総市）上空 24 - 26 km で発生した。隕石の破裂は茨城県谷和原村（現つくばみらい市）の上空 10 kmで起きたと思われる。

### 落下地点の分布
一般に隕石雨の落下領域は楕円形になり、その長径は隕石の突入方向を向くことが知られている。しかし、つくば隕石の破片は、一辺が 8 - 9 km 程度の三角形の地域に落下した。特に、つくば市上横場から同市上広岡へ至る東北東―西南西の線上（前述の三角形の一辺をなす）と、つくば市観音台の農林省研究団地周辺に落下地点が集中しており、特に前者には 40 g 以上の大きな破片が多く落下した。これは空中で破裂した隕石のかけらが、上空の強い偏西風により東南東へ流されながら落下し、軽い破片ほど遠くへ飛ばされたためと考えられる。

## 隕石の起源
つくば隕石の起源については、次のようなモデルが提案されている。つくば隕石の母天体は、太陽系形成の初期に生まれた微惑星で、金属鉄に富む。母天体の中心部は重力エネルギー・他天体との衝突のエネルギー・放射性元素の熱により加熱され、再結晶作用が起こった。最も高温になった中心部では、結晶度が高い岩石学的タイプ H6 の岩石が生成され、その周囲には相対的に結晶度の低い H5 の岩石が生成された。母天体が衝突を繰り返すうちに、表面が掘り返されて H6 と H5 のかけらが混ざり合い、固まって角礫岩化し「つくば隕石のもとになる部分」が形成された。ここまでの過程は、今から40億年前までには完了していたと考えられる。その後しばらく、母天体は小惑星帯を回り続けたようである。
ところが今から1900万年前には、「つくば隕石のもと」は数メートル程度にまで小さくなっていたことが判明している。どうして小さくなったのか（母天体から分離したのか、あるいは母天体そのものが小さくなったのか）詳しいことはよく分かっていないが、希ガスと宇宙線生成核種の測定から、大きな天体の衝突等の激しいイベントが起こった可能性は小さい。最終的に、この「つくば隕石のもと」が地球と衝突し、隕石として地表に降下した。ダストを含む落下物の総量については、回収された隕石の総量（約 800 g）の「10倍以上だとしても不思議ではない」、「100倍は越さないのでないかと思う」との意見がある。

## 所蔵・展示
1996年4月の科学技術週間にあわせて、地質標本館でつくば隕石の特別展示が開催された。展示期間は6月上旬まで延長され、1日最高 779 人が訪れた。この展示の終了後、隕石標本の大部分は発見者に返還されたが、一部は研究や展示のために各所に寄託された。
ミュージアムパーク茨城県自然博物館が2014年につくば隕石の所在を確認した際の資料等によれば、以下の公共施設に収蔵されている。また、いくつかは発見者の個人宅で大切に保管されている。
国立科学博物館
1号、2号、11号、17号を収蔵
地質標本館
2号、4号、11号、13号、14号、15号、22号を展示
阿見町立本郷小学校
10号の寄贈を受け保管
つくばエキスポセンター
17号を収蔵

## その他
当時メジャーだったパソコン通信上では、火球の目撃・隕石発見の報告や、隕石が落下したと思われる範囲の検討、意見交換が活発に行われた。また、隕石の発見には至らなかったが、日本流星研究会がパソコン通信で隕石捜索会の実施を呼びかけたところ、60 名のアマチュア天文家が集まった。